# Trochosula afghana
Trochosula afghana là một loài nhện trong họ Lycosidae.
Loài này thuộc chi Trochosula. Trochosula afghana được Carl Friedrich Roewer miêu tả năm 1960.